# Kero Blaster
Kero Blaster è un videogioco del 2014 sviluppato da Studio Pixel e pubblicato da Playism per Microsoft Windows e iOS.

## Modalità di gioco
Ambientato nello stesso universo di Pink Hour e Pink Heaven, Kero Blaster è un ibrido tra uno sparatutto e un platform 2D. Il titolo è stato paragonato a Contra e Mega Man.